# Artur Dubravčić
Artur Dubravčić (Verbosca, 15 settembre 1894 – Zagabria, 14 marzo 1969) è stato un calciatore jugoslavo, di ruolo centrocampista.